# Cisteller del Cipó
El cisteller del Cipó (Asthenes luizae) és una espècie d'ocell de la família dels furnàrids (Furnariidae).

## Hàbitat i distribució
Viu als matolls dels vessants rocoses del sud-est del Brasil.